# Roberto Sensini
Roberto Néstor Sensini (Arroyo Seco, 1966. október 12. –) argentin labdarúgóedző, korábbi válogatott labdarúgó, az Atlético de Rafaela vezetőedzője.
Az argentin válogatott tagjaként részt vett az 1990-es, az 1994-es és az 1998-as világbajnokságon, az 1989-es Copa Américán illetve az 1996. évi nyári olimpiai játékokon.

## Sikerei, díjai
Newell's Old Boys
- Argentin bajnok (1): 1987-88

Parma
- UEFA-kupa győztes (2): 1994–95, 1998–99
- UEFA-szuperkupa győztes (1): 1993
- Olasz kupagyőztes (2): 1998–99, 2001–02

Lazio
- UEFA-szuperkupa győztes (1): 1999
- Olasz bajnok (1): 1999–00
- Olasz kupagyőztes (1): 1999–00
- Olasz szuperkupagyőztes (1): 2000

Argentína
- Világbajnoki döntős (1): 1990
- Copa América bronzérmes (1): 1989
- Olimpiai ezüstérmes (1): 1996